# 虎の牙 (江戸川乱歩)
『虎の牙』（とらのきば）は、光文社の雑誌「少年」に1950年1月号から同年12月号まで連載された江戸川乱歩の小説。乱歩の少年探偵団シリーズ第6作である。ポプラ社からは『地底の魔術王』の題名で刊行されている。

## あらすじ
ある野球チームに所属する天野勇一君の前に、奇妙な男が現れる。その男は、まるで、虎と人間の混ざったような奇妙な男であった。その男は、空中からバットやグローブ、トランプを出し、「自分は魔法博士だ」と言い、自分の家は近所で有名な妖怪屋敷であり、魔術ショーを行うと言い、自分の家にみんなを招待した。勇一君は、小林芳雄と共に魔法博士の家に行く。しかし、魔法博士が勇一君を連れ去ってしまう。

## 主要人物
- 天野勇一 - 野球少年。魔術ショーを行なう謎の博士の家に行く。
- 魔法博士 - 不思議な魔術を見せる怪人。本作のあと『魔法博士（魔法博士ふたたび）』 にも登場。ただし『黄金の虎（探偵少年）』『赤いカブトムシ』『まほうやしき』に登場する魔法博士は「雲井良太というお金持ちの変わりもの」であり、別人。
- 小林芳雄 - 明智の助手で「小林少年」や「小林君」と呼ばれる。「少年探偵団」の団長。
- 怪人二十面相 - 神出鬼没の怪盗で、変装が得意なため「二十面相」と呼ばれ、自らも称している。
- 明智小五郎 - 名探偵。二十面相の好敵手。

## 刊行本
- 『虎の牙』 (光文社、1950年12月)[3][2]
- 『地底の魔術王』 (ポプラ社 少年探偵江戸川乱歩全集8、1964年8月)[4]
- 『地底の魔術王』 (ポプラ社文庫　1976年)
- 「虎の牙」 (講談社 『江戸川乱歩全集24 青銅の魔人』収録、1979年5月)[5]
- 「虎の牙」 (光文社『江戸川乱歩文庫全集第15巻　三角館の恐怖』収録、2004年2月)